# Бахада (фестиваль)

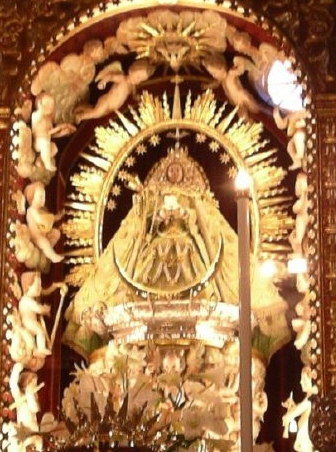
Нуэстра-Сеньора-де-лас-Ньевес (Nuestra Señora de las Nieves - богоматерь снегов) (Пальма).

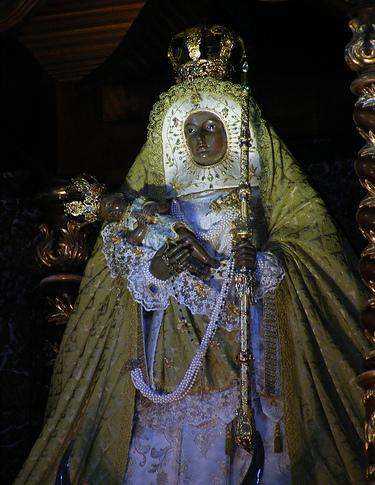
Дева Канделария(Тенерифе).

«Бахада» —  укороченное название Fiestas de la Bajada, фестиваля, который проходит в нескольких местах на Канарских островах. Бахада в переводе с испанского означает «снос» и означает перенос статуи святого покровителя с ее обычного места в часовне, чтобы люди отпраздновали это.

## Примеры основных бахад
- В Пальме (Санта-Крус-де-ла-Пальма) каждые пять лет проводятся праздники Люстралес-де-ла-Бахада-де-ла-Вирхен-де-лас-Ньевес (исп. Fiestas Lustrales de la Bajada de la Virgen de las Nieves- Люстральные празднества сошествия Девы де лас Ньевес)

- В Иерро образ Вирхен-де-лос-Рейес перемещался в Вальверде каждые 4 года.

- На Гомере (Fiestas Lustrales de la Bajada de la Virgen de Guadalupe) каждые пять лет из часовни в Пунталлана, недалеко от Сан-Себастьян-де-ла-Гомера, привозят статую Богоматери Гваделупской, покровительницы Ла-Гомеры. , во время праздничного тура по острову.[1]

- На Тенерифе образ Девы Канделарии[англ.] (покровительницы Канарских островов) перемещался в Санта-Крус-де-Тенерифе и Сан-Кристобаль-де-ла-Лагуна каждые 7 лет попеременно.[2]

- На Гран-Канарии образ Вирхен-дель-Пино[англ.] перемещается в Лас-Пальмас-де-Гран-Канария, когда проводится крупное мероприятие.

## Другое
Помимо приведённых выше, на Канарских островах есть и другие, более региональные бахады, среди которых следует отметить следующие: Бахада-де-ла-Вирхен-дель-Пино в Эль-Пасо на Пальме каждые три года, и каждые пять лет они отмечают несколько на других островах, такие как Бахада-де-ла-Вирхен-де-лос-Рейес в Валье-Гран-Рей и Богоматерь Кармельская в Вальеэрмосо на Гомере, а также на Тенерифе, Бахада-де-ла-Вирхен-дель-Сокорро в Гуимаре и Вирхен-де-Абона в Арико.